# ラディアトーリ
ラディアトーリ(Radiatori)は、小型でずんぐりしたパスタである。形はラジエ―ターに似ていると言われる。1960年代にインダストリアルデザイナーが作ったとうわさされたが、実際は第一次世界大戦と第二次世界大戦の間に作られた。濃厚なソースが絡みやすい形のため、しばしばロテッレやフジッリと同じような料理に用いられる。また、キャセロール料理、サラダ、スープにも用いられる。その形から、「パゴダパスタ」と言われることもある。

## 形
ラディアトーリの形は、フジッリにいくらか似ているが、一般的により短く、より太く、パスタ全体を囲むように縁がひだになっている。同心円状に平行に配置されたフィンを持つ直線状の「パイプ」を備えた、古い暖房器具をモデルにしたと言われる。この形のため、窪みができ、そこにソースが溜まる。